# Keçikalesi, Niğde
Keçikalesi là một xã thuộc huyện Altunhisar, tỉnh Niğde, Thổ Nhĩ Kỳ. Dân số thời điểm năm 2011 là 2198 người.